# Chase De Leo
Chase De Leo, född 25 oktober 1995, är en amerikansk professionell ishockeyspelare som är kontrakterad till NHL-organisationen Anaheim Ducks och spelar för deras primära samarbetspartner San Diego Gulls i AHL. 
Han har tidigare spelat på NHL-nivå för Winnipeg Jets och spelat på lägre nivå för Manitoba Moose i AHL och Portland Winterhawks i WHL.
De Leo draftades i fjärde rundan i 2014 års draft av Winnipeg Jets som 99:e spelare totalt.
Den 30 juni 2018 blev han tradad till Anaheim Ducks i utbyte mot Nic Kerdiles.

## Statistik
| 2009–2010  | Los Angeles Selects  |            | 28  | 27  | 56  | 83  | —   | —  | —  | —  | —  | —  |
| 2010–2011  | Los Angeles Selects  | T1EHL      | 35  | 20  | 19  | 39  | 28  | —  | —  | —  | —  | —  |
| 2011–2012  | Portland Winterhawks | WHL        | 69  | 14  | 16  | 30  | 25  | 22 | 0  | 1  | 1  | 2  |
| 2012–2013  | Portland Winterhawks | WHL        | 71  | 18  | 38  | 56  | 24  | 21 | 5  | 12 | 17 | 15 |
| 2013–2014  | Portland Winterhawks | WHL        | 72  | 39  | 42  | 81  | 36  | 21 | 10 | 9  | 19 | 6  |
| 2014–2015  | Portland Winterhawks | WHL        | 67  | 39  | 45  | 84  | 30  | 17 | 7  | 12 | 19 | 10 |
| 2015–2016  | Winnipeg Jets        | NHL        | 1   | 0   | 0   | 0   | 0   | —  | —  | —  | —  | —  |
|            | Manitoba Moose       | AHL        | 64  | 16  | 17  | 33  | 32  | —  | —  | —  | —  | —  |
| NHL totalt | NHL totalt           | NHL totalt | 1   | 0   | 0   | 0   | 0   | —  | —  | —  | —  | —  |
| AHL totalt | AHL totalt           | AHL totalt | 64  | 16  | 17  | 33  | 32  | —  | —  | —  | —  | —  |
| WHL totalt | WHL totalt           | WHL totalt | 279 | 110 | 141 | 251 | 115 | 81 | 22 | 34 | 56 | 33 |